# Ronde van Italië 2013/Twintigste etappe
De 20e etappe van de Ronde van Italië 2013 werd op 25 mei gereden. Het betrof een bergrit over 210 kilometer van Silandro (Schlanders) naar Tre Cime di Lavaredo (Drei Zinnen). De dagzege ging naar de Italiaan Vincenzo Nibali die eveneens z'n leiderstrui verstevigde.

## Uitslag
| Silandro - Tre Cime di Lavaredo (210 km) |                    |                             |          |
| Plaats                                   | Naam               | Ploeg                       | Tijd     |
| Winnaar                                  | Vincenzo Nibali    | Astana Pro Team             | 5u27'41" |
| 2                                        | Fabio Duarte       | Colombia                    | + 17"    |
| 3                                        | Rigoberto Urán     | Sky ProCycling              | + 19"    |
| 4                                        | Carlos Betancur    | AG2R-La Mondiale            | + 21"    |
| 5                                        | Fabio Aru          | Astana Pro Team             | + 44"    |
| 6                                        | Franco Pellizotti  | Androni Giocattoli          | + 48"    |
| 7                                        | Domenico Pozzovivo | AG2R-La Mondiale            | + 54"    |
| 8                                        | Damiano Caruso     | Cannondale Pro Cycling Team | + 58"    |
| 9                                        | Darwin Atapuma     | Colombia                    | + 1'00"  |
| 10                                       | Rafał Majka        | Team Saxo-Tinkoff           | + 1'04"  |
|                                          |                    |                             |          |
| 22                                       | Wilco Kelderman    | Blanco Pro Cycling          | + 2'11"  |
| 34                                       | Francis De Greef   | Lotto-Belisol               | + 4'03"  |

## Klassementen
| Algemeen klassement |                    |                           |           |
| Plaats              | Naam               | Ploeg                     | Tijd      |
| Roze trui           | Vincenzo Nibali    | Astana Pro Team           | 79u23'19" |
| 2                   | Rigoberto Urán     | Sky ProCycling            | + 4'43"   |
| 3                   | Cadel Evans        | BMC Racing Team           | + 5'52"   |
| 4                   | Michele Scarponi   | Lampre-Merida             | + 6'48"   |
| 5                   | Carlos Betancur    | AG2R-La Mondiale          | + 7'28"   |
| 6                   | Przemysław Niemiec | Lampre-Merida             | + 7'43"   |
| 7                   | Rafał Majka        | Team Saxo-Tinkoff         | + 8'09"   |
| 8                   | Beñat Intxausti    | Team Movistar             | + 10'26"  |
| 9                   | Mauro Santambrogio | Vini Fantini-Selle Italia | + 10'32"  |
| 10                  | Domenico Pozzovivo | AG2R-La Mondiale          | + 10'59"  |
|                     |                    |                           |           |
| 17                  | Wilco Kelderman    | Blanco Pro Cycling        | + 19'34"  |
| 21                  | Francis De Greef   | Lotto-Belisol             | + 32'36"  |

| Puntenklassement |                 |                        |        |
| Plaats           | Naam            | Ploeg                  | Punten |
| Rode trui        | Vincenzo Nibali | Astana Pro Team        | 128    |
| 2                | Mark Cavendish  | Omega Pharma-Quickstep | 117    |
| 3                | Cadel Evans     | BMC Racing Team        | 111    |
|                  |                 |                        |        |
| 42               | Pim Ligthart    | Vacansoleil-DCM        | 22     |
| 45               | Bert De Backer  | Argos-Shimano          | 20     |

| Bergklassment |                   |                           |        |
| Plaats        | Naam              | Ploeg                     | Punten |
| Blauwe trui   | Stefano Pirazzi   | Bardiani Valvole-CSF Inox | 82     |
| 2             | Giovanni Visconti | Team Movistar             | 45     |
| 3             | Vincenzo Nibali   | Astana Pro Team           | 45     |
|               |                   |                           |        |
| 10            | Pieter Weening    | Orica-GreenEdge           | 14     |
| 16            | Willem Wauters    | Vacansoleil-DCM           | 9      |

| Jongerenklassement |                 |                    |           |
| Plaats             | Naam            | Ploeg              | Tijd      |
| Witte trui         | Carlos Betancur | AG2R-La Mondiale   | 79u30'47" |
| 2                  | Rafał Majka     | Team Saxo-Tinkoff  | + 41"     |
| 3                  | Wilco Kelderman | Blanco Pro Cycling | + 12'06"  |
|                    |                 |                    |           |
| 12                 | Jens Keukeleire | Orica-GreenEdge    | +2u08'13" |

| Ploegenklassement |                 |            |
| Plaats            | Ploeg           | Tijd       |
|                   | Sky ProCycling  | 238u03'58" |
| 2                 | Astana Pro Team | + 4'29"    |
| 3                 | Team Movistar   | + 7'27"    |

## Uitvallers
- De Nederlander Robert Gesink (Blanco Pro Cycling) is niet gestart  wegens ziekte.
- De Italiaan Danilo Di Luca (Vini Fantini-Selle Italia) is niet gestart wegens een positieve dopingtest.
- De Sloveen Grega Bole (Vacansoleil-DCM) heeft de etappe niet uitgereden.

1e etappe ·
2e etappe ·
3e etappe ·
4e etappe ·
5e etappe ·
6e etappe ·
7e etappe ·
8e etappe ·
9e etappe ·
10e etappe ·
11e etappe ·
12e etappe ·
13e etappe ·
14e etappe ·
15e etappe ·
16e etappe ·
17e etappe ·
18e etappe ·
19e etappe ·
20e etappe ·
21e etappe
Startlijst · Eindstanden · Afbeeldingen